# Milwaukees sexdagars
Milwaukees sexdagars var ett amerikanskt sexdagarslopp i bancykling som avhölls vid nio tillfällen från 1932 till 1942 i Milwaukee.

## Podieplaceringar
| Säsong               | Vinnare                               | Tvåa                                    | Trea                                          |
| 1931/1932 jan.       | Godfrey Parrott William Peden         | Albert Smessaert Xavier Van Slembroeck  | Jules Audy Maurice Declercq                   |
| 1932/1933 dec.       | Gus Rys William Peden                 | Albert Crossley Bernhard Stübecke       | Godfrey Parrott Lew Elder                     |
| 1933/1934 jan.       | Fred Ottevaire Xavier Van Slembroeck  | Robert Thomas Reginald McNamara         | Albert Crossley Freddy Zach                   |
| 1934/1935 nov.       | Henri Lepage William Peden Jules Audy | Gustav Kilian Werner Miethe Heinz Vopel | Anthony Beckman Mike Defilippo Charles Winter |
| 1935/1936 jan.       | Gustav Kilian Heinz Vopel             | Jimmy Walthour Albert Crossley          | Jules Audy William Peden                      |
| 1936/1937 jan.       | Gustav Kilian Heinz Vopel             | Charles Winter Fred Ottevaire           | Jules Audy Tino Reboli                        |
| 1937/1938 feb.       | Jimmy Walthour Albert Crossley        | Willi Korsmeier Heinz Vopel             | Cecil Yates Fred Ottevaire                    |
| 1938/1939 feb./mar.  | Gustav Kilian Heinz Vopel             | Jimmy Walthour Albert Crossley          | Henry O'Brien Fred Ottevaire                  |
| 1939/1940– 1940/1941 | ej avhållet                           |                                         |                                               |
| 1941/1942 jan.       | Cecil Yates Jules Audy                | Doug Peden William Peden                | Jerry Rodman Angelo De Bacco                  |